# ۱+۱ (شبکه تلویزیونی)
۱+۱ (به اوکراینی : один пл одс деин ، odyn plyus odyn ) یک کانال تلویزیونی ملی به زبان اوکراینی است که متعلق به گروه رسانه ای 1 + 1 است و دارای نفوذ فنی 95٪ است. مخاطب مورد نظر افراد ۱۸ الی ۵۴ ساله هستند.